# Breathlessly
Breathlessly é uma canção da cantora Claudia Faniello. Ela irá representar a Malta no Festival Eurovisão da Canção 2017.